# New Boots and Panties!!
Albums de Ian Dury
Handsome
(1975) Wotabunch!
(1977)
New Boots and Panties !! est le deuxième album de Ian Dury, sorti en 1977.

## L'album
La photo de la pochette a été prise devant un commerce de sous-vêtements et de lingerie, près de la station de métro Victoria à Londres. Ian Dury y pose avec son fils alors âgé de cinq ans, Baxter Dury.
Le célèbre titre de Dury Sex & Drugs & Rock & Roll (en) est inclus dans la plupart des rééditions de l'album.

## Titres
1. Wake Up and Make Love With Me (Dury, Jankel) (4:23)
2. Sweet Gene Vincent (Dury, Jankel) (3:33)
3. I'm Partial to Your Abracadabra (Dury, Jankel) (3:13)
4. My Old Man (Dury, Steve Nugent]) (3:40)
5. Billericay Dickie (Dury, Nugent) (4:17)
6. Clevor Trever (Dury, Jankel) (4:53)
7. If I Was With a Woman (Dury, Jankel) (3:24)
8. Blockheads (Dury, Jankel) (3:30)
9. Plaistow Patricia (Dury, Nugent) (4:13)
10. Blackmail Man (Dury, Nugent) (2:14)

## Musiciens
- Ian Dury : chant
- Edward Speight : guitare
- Chaz Jankel : guitare, claviers
- Norman Watt-Roy : basse
- Geoff Castle : synthétiseur
- Davey Payne : Saxophone
- Charley Charles : batterie